# 陶伊河
陶伊河是俄羅斯的河流，河道全長378公里，流域面積25,900平方公里，發源自孫塔爾哈亞塔山脈，河水主要來自雨水和融雪，每年十月至翌年五月結冰，是鮭魚的產卵地。